# ФИФА 100

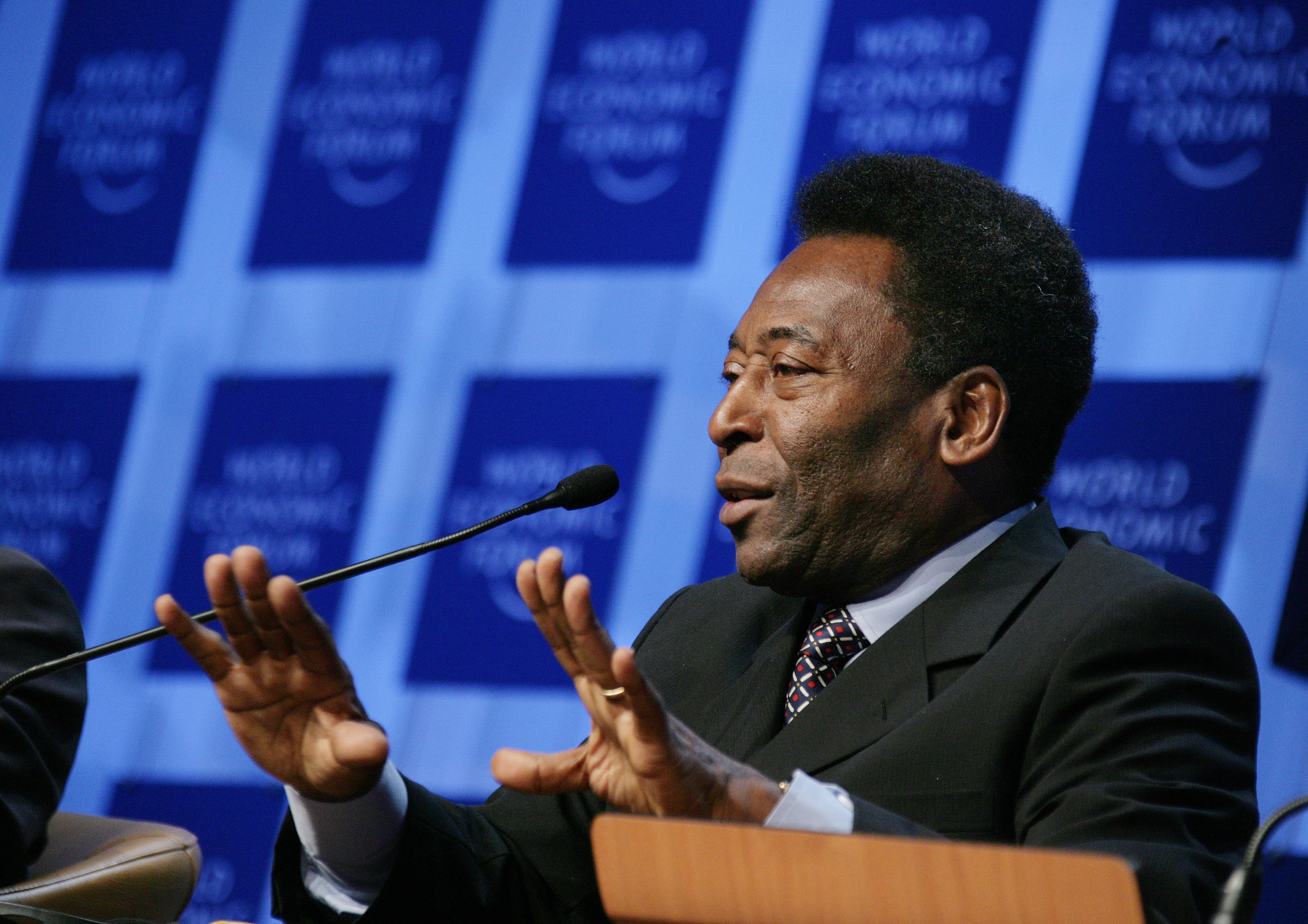
Составитель списка — Пеле

Список ФИФА 100 (англ. FIFA 100) был представлен ФИФА 4 марта 2004 года в Лондоне на церемонии, посвящённой 100-летию главной футбольной организации. Список составлен бразильским футболистом Пеле, в который он включил 125 известных живущих на тот момент игроков. Число 100 в названии означает 100-летие ФИФА. Пеле было необходимо из 300 предложенных вариантов выбрать 50 действующих и 50 бывших к моменту составления списка футболистов. В части выбора игроков, завершивших карьеру, он не смог уложиться в предложенные рамки и вместо 50 включил в список 75 футболистов.

## Список

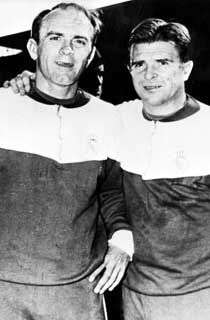
Альфредо Ди Стефано и Ференц Пушкаш (справа)

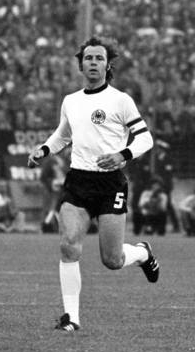
Франц Беккенбауэр

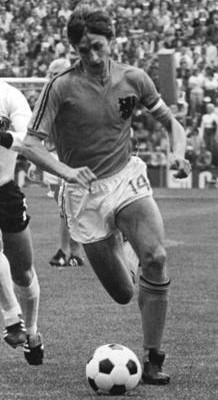
Йохан Кройф

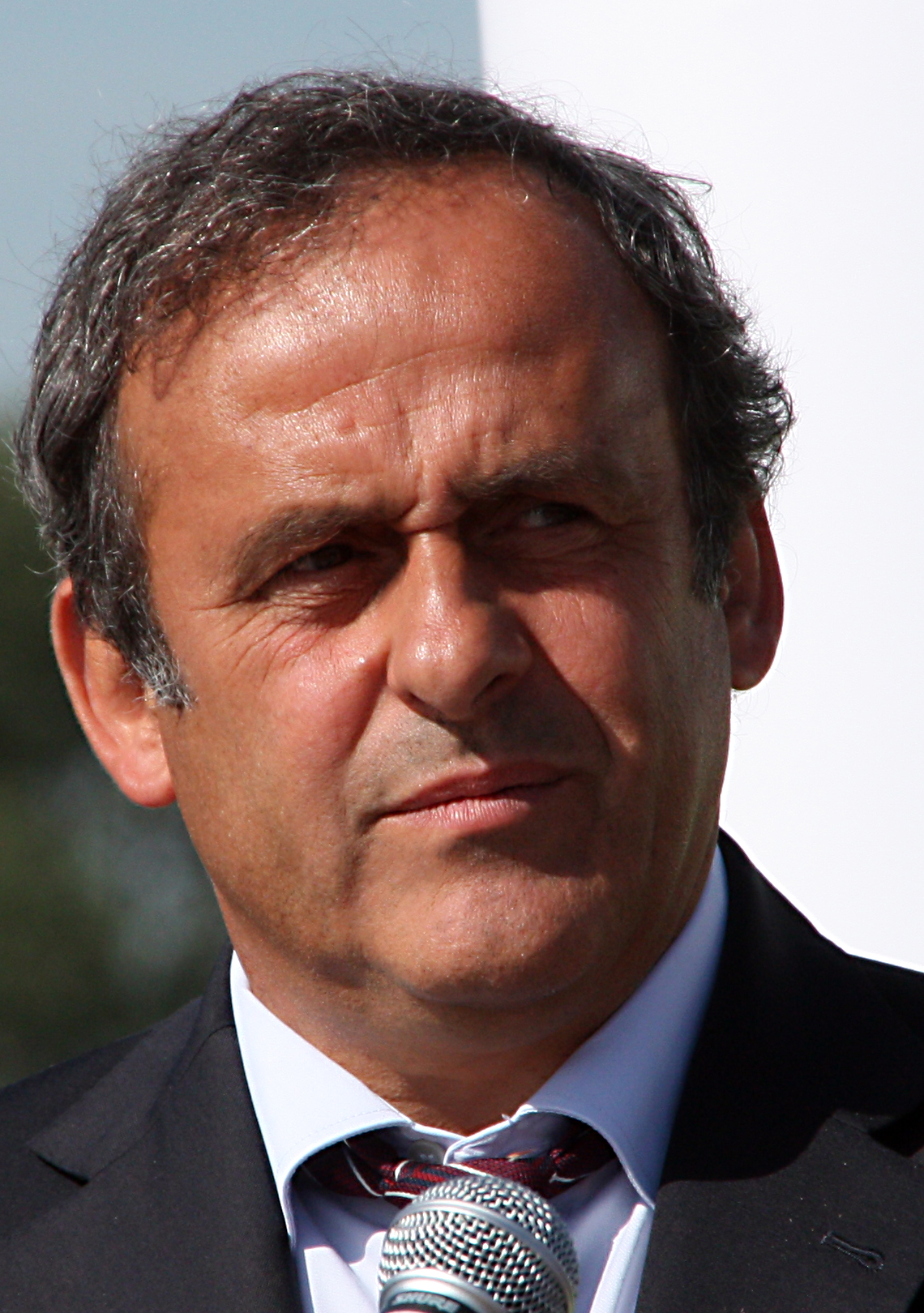
Мишель Платини

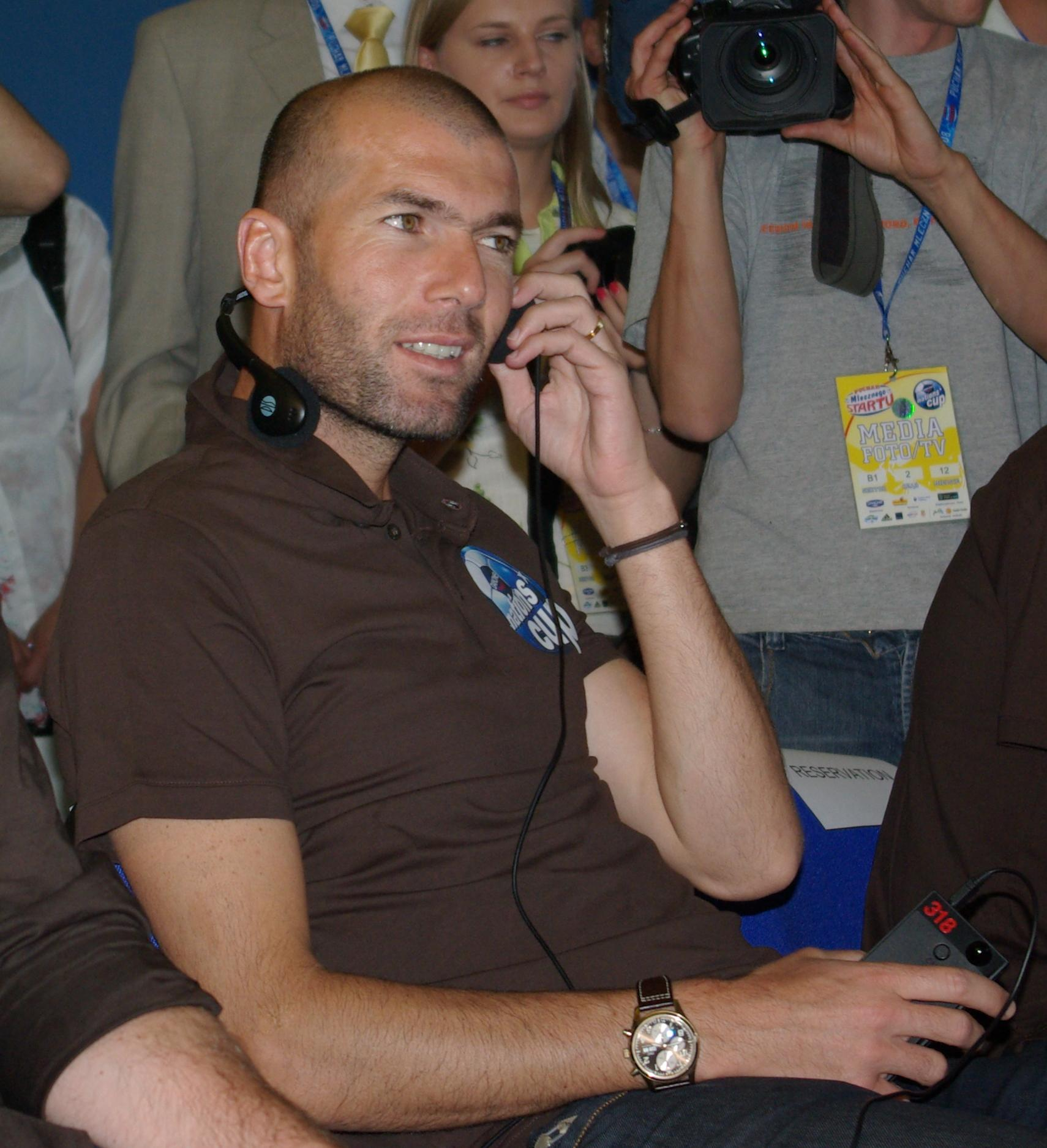
Зинедин Зидан

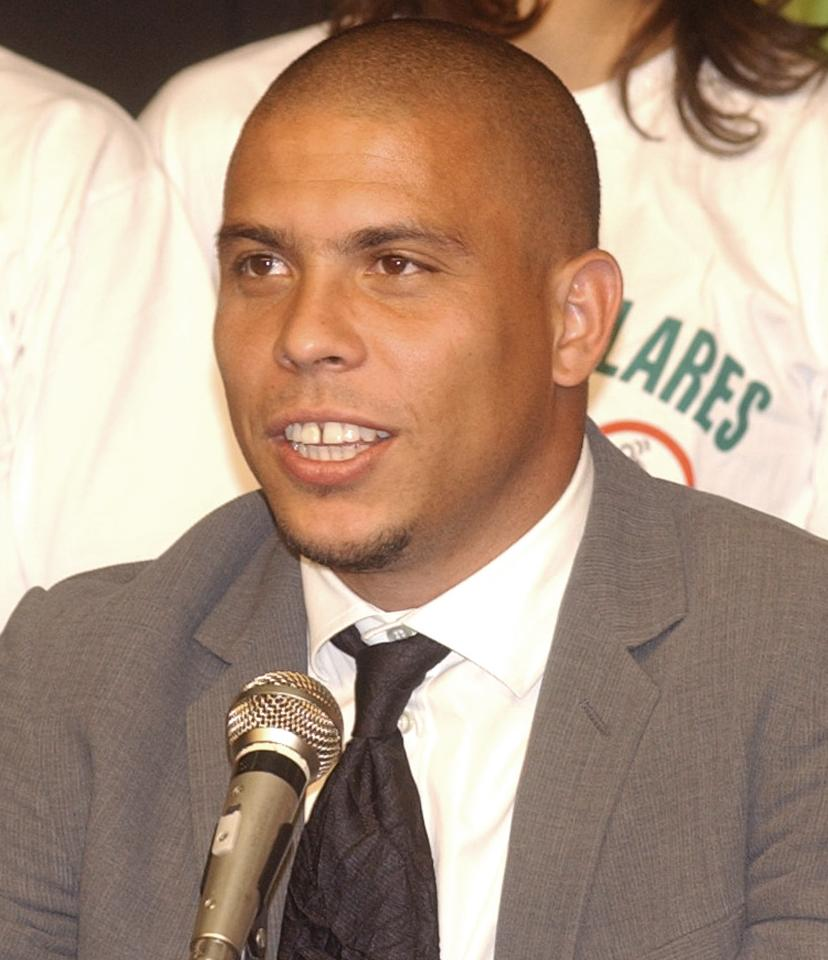
Роналдо

### Европа
1. Анри, Тьерри — Франция
2. Баджо, Роберто — Италия
3. Баллак, Михаэль — Германия
4. Барези, Франко — Италия
5. Беккенбауэр, Франц — Германия
6. Бекхэм, Дэвид — Англия
7. Белёзоглу, Эмре — Турция
8. Бергкамп, Деннис — Нидерланды
9. Бергоми, Джузеппе — Италия
10. Бест, Джордж — Северная Ирландия
11. Бонек, Збигнев — Польша
12. Бониперти, Джампьеро — Италия
13. Брайтнер, Пауль — Германия
14. Бутрагеньо, Эмилио — Испания
15. Буффон, Джанлуиджи — Италия
16. Бэнкс, Гордон — Англия
17. Ван Бастен, Марко — Нидерланды
18. Ван де Керкхоф, Вилли — Нидерланды
19. Ван де Керкхоф, Рене — Нидерланды
20. Ван дер Эльст, Франки — Бельгия
21. Ван Нистелрой, Руд — Нидерланды
22. Виейра, Патрик — Франция
23. Вьери, Кристиан — Италия
24. Гуллит, Рууд — Нидерланды
25. Давидс, Эдгар — Нидерланды
26. Далглиш, Кенни — Шотландия
27. Дасаев, Ринат — СССР
28. Дель Пьеро, Алессандро — Италия
29. Десайи, Марсель — Франция
30. Дешам, Дидье — Франция
31. Дзофф, Дино — Италия
32. Зеедорф, Кларенс — Нидерланды
33. Зеелер, Уве — Германия
34. Зидан, Зинедин — Франция
35. Кан, Оливер — Германия
36. Кантона, Эрик — Франция
37. Киган, Кевин — Англия
38. Кин, Рой — Ирландия
39. Клинсман, Юрген — Германия
40. Клюйверт, Патрик — Нидерланды
41. Копа, Раймон — Франция
42. Кошта, Руй — Португалия
43. Кройф, Йохан — Нидерланды
44. Кулеманс, Ян — Бельгия
45. Лаудруп, Бриан — Дания
46. Лаудруп, Микаэль — Дания
47. Линекер, Гари — Англия
48. Луис Энрике — Испания
49. Майер, Зепп — Германия
50. Мальдини, Паоло — Италия
51. Масопуст, Йозеф — Чехия
52. Маттеус, Лотар — Германия
53. Мюллер, Герд — Германия
54. Недвед, Павел — Чехия
55. Нескенс, Йохан — Нидерланды
56. Неста, Алессандро — Италия
57. Оуэн, Майкл — Англия
58. Папен, Жан-Пьер — Франция
59. Пирес, Робер — Франция
60. Платини, Мишель — Франция
61. Пушкаш, Ференц — Венгрия
62. Пфафф, Жан-Мари — Бельгия
63. Райкард, Франк — Нидерланды
64. Рауль — Испания
65. Ренсенбринк, Роб — Нидерланды
66. Речбер, Рюштю — Турция
67. Ривера, Джанни — Италия
68. Росси, Паоло — Италия
69. Румменигге, Карл-Хайнц — Германия
70. Стоичков, Христо — Болгария
71. Тотти, Франческо — Италия
72. Трезеге, Давид — Франция
73. Трезор, Мариус — Франция
74. Тюрам, Лилиан — Франция
75. Факкетти, Джачинто — Италия
76. Фигу, Луиш — Португалия
77. Фонтен, Жюст — Франция
78. Хаджи, Георге — Румыния
79. Чарльтон, Бобби — Англия
80. Шевченко, Андрей — Украина
81. Ширер, Алан — Англия
82. Шмейхель, Петер — Дания
83. Шукер, Давор — Хорватия
84. Эйсебио — Португалия

### Америка
1. Батистута, Габриэль — Аргентина
2. Вальдеррама, Карлос — Колумбия
3. Верон, Хуан Себастьян — Аргентина
4. Дзанетти, Хавьер — Аргентина
5. Ди Стефано, Альфредо — Аргентина
6. Зико — Бразилия
7. Жуниор — Бразилия
8. Карлос Алберто — Бразилия
9. Кафу — Бразилия
10. Кемпес, Марио — Аргентина
11. Креспо, Эрнан — Аргентина
12. Кубильяс, Теофило — Перу
13. Марадона, Диего — Аргентина
14. Пассарелла, Даниэль — Аргентина
15. Пеле — Бразилия
16. Ривалдо — Бразилия
17. Ривелино — Бразилия
18. Роберто Карлос — Бразилия
19. Ромарио — Бразилия
20. Ромерито — Парагвай
21. Роналдиньо — Бразилия
22. Роналдо — Бразилия
23. Савиола, Хавьер — Аргентина
24. Саморано, Иван — Чили
25. Сантос, Джалма — Бразилия
26. Сантос, Нилтон — Бразилия
27. Санчес, Уго — Мексика
28. Сивори, Омар — Аргентина
29. Сократес — Бразилия
30. Фалькао — Бразилия
31. Фигероа, Элиас — Чили
32. Франческоли, Энцо — Уругвай
33. Хэмм, Мия — США
34. Экерс, Мишель — США

### Африка
1. Абеди Пеле — Гана
2. Веа, Джордж — Либерия
3. Диуф, Эль-Хаджи — Сенегал
4. Милла, Роже — Камерун
5. Окоча, Джей-Джей — Нигерия

### Азия
1. Наката, Хидетоси — Япония
2. Хон Мён Бо — Южная Корея

## Критика
В адрес ФИФА раздавалось много критики по поводу этого документа, по мнению некоторых исследователей, список был составлен самой ФИФА, в частности её президентом, Зеппом Блаттером, а не Пеле, и что в нём много современных футболистов, вклад которых в футбол ещё не столь велик. По мнению тех же исследователей, список был составлен по политическим мотивам, в частности, об этом говорит широкая география списка.
Критика раздавалась даже от друзей Пеле, полузащитник сборной Бразилии Жерсон, не включённый в список, пытался найти первоисточник списка, но безуспешно. Позже на одной из телевизионных программ он разорвал буклет со списком. Марко ван Бастен и Уве Зеелер отказались от участия в данном мероприятии (не стали фотографироваться для буклета).